# Richard Christy
Richard Christy (født 1. april 1974 i Fort Scott, Kansas) er en amerikansk komiker, instruktør og trommeslager, som har bidraget til en lang række metal-bands som bl.a. Iced Earth og Death. Christy voksede op i Redfield, Kansas, hvor han i en alder af ti begyndte at spille trommer i skolebandet. Han spillede lilletromme i et år, indtil hans forældre købte ham et lille trommesæt fra en antikvitetsforretning i Arcadia. Christy begyndte at øve sig på bands som Van Halen, Twisted Sister, Kiss og Quiet Riot, hvor det første trommespil han lærte var begyndelsen til nummeret "Cum On Feel The Noize" af Quiet Riot.

## Diskografi

### Acheron
- 1996: Anti-God, Anti-Christ
- 1998: Necromanteion Communion/Raise the Dead

### Death
- 1998: The Sound of Perseverance
- 1998: Live in Eindhoven
- 1999: Live in L.A. (Death & Raw)

### Control Denied
- 1999: The Fragile Art of Existence

### Burning Inside
- 2000: The Eve of the Entities
- 2001: Apparition

### Iced Earth
- 2001: Horror Show
- 2002: Tribute to the Gods
- 2004: The Glorious Burden

### Leash Law
- 2003: Dogface
- 2007: Cunninglinguistics